# لندری بندر
لندری بندر (انگلیسی: Landry Bender؛ زادهٔ ۳ اوت ۲۰۰۰) هنرپیشه اهل ایالات متحده آمریکا است. وی از سال ۲۰۱۱ میلادی تاکنون مشغول فعالیت بوده‌است.
وی بازیگر فیلم‌های نگهبانان شیردل، پرستار و لیو و مدی بوده‌است.